# Betancuria
Betancuria ist eine der sechs Gemeinden auf der zu Spanien gehörenden Kanarischen Insel Fuerteventura. Das Dorf Betancuria als ihr Verwaltungszentrum gilt als der historisch bedeutsamste Ort Fuerteventuras. Die Gemeinde ist mit 812 Einwohnern (Stand: 2024) die bevölkerungsschwächste der Insel.

## Orte der Gemeinde
Die Bevölkerungszahlen in Klammern stammen aus dem Jahr 2011.
- Valles de Santa Inés (419)
- Vega de Río Palmas (205)
- Betancuria (215)

## Geschichte

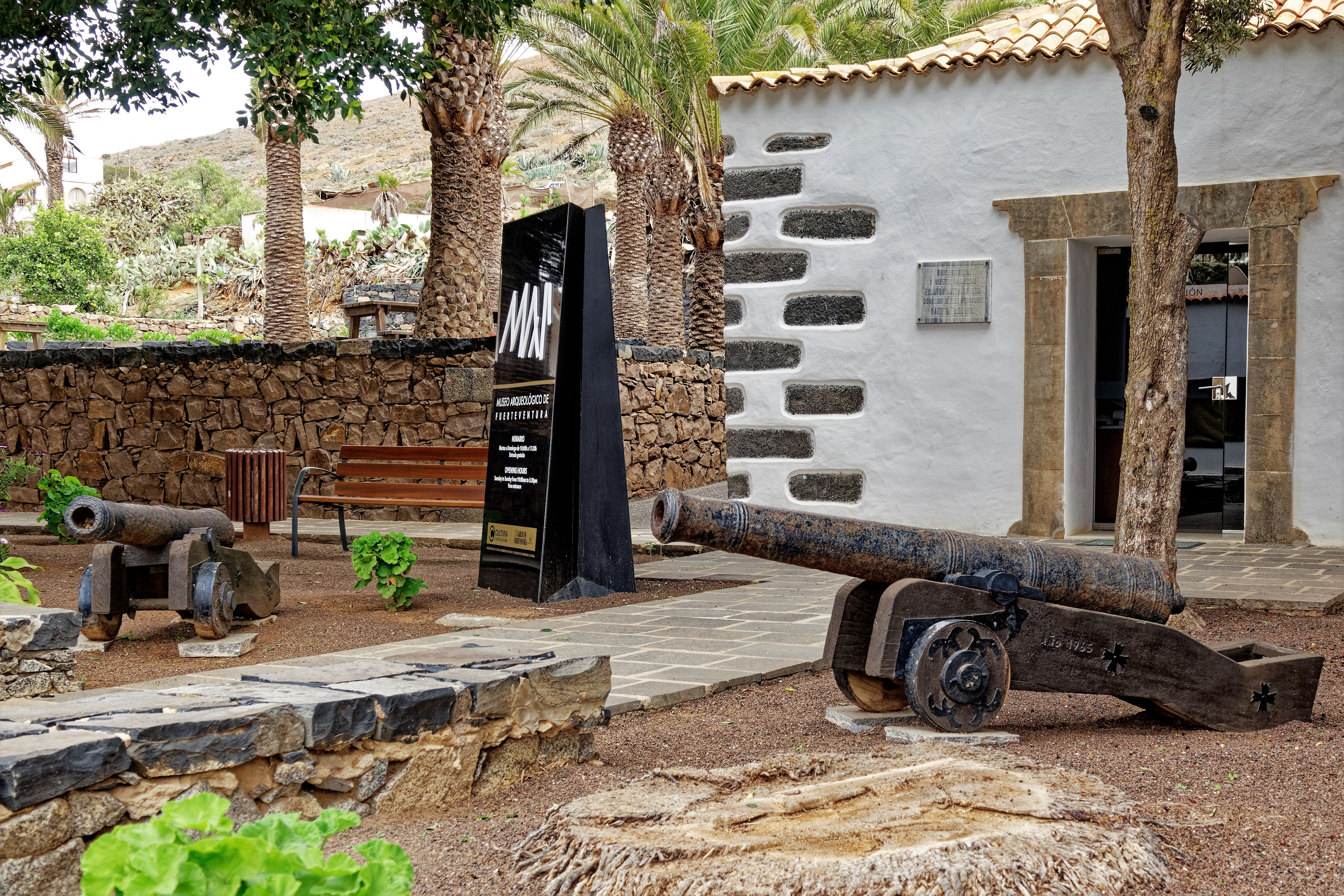
Archäologisches Museum

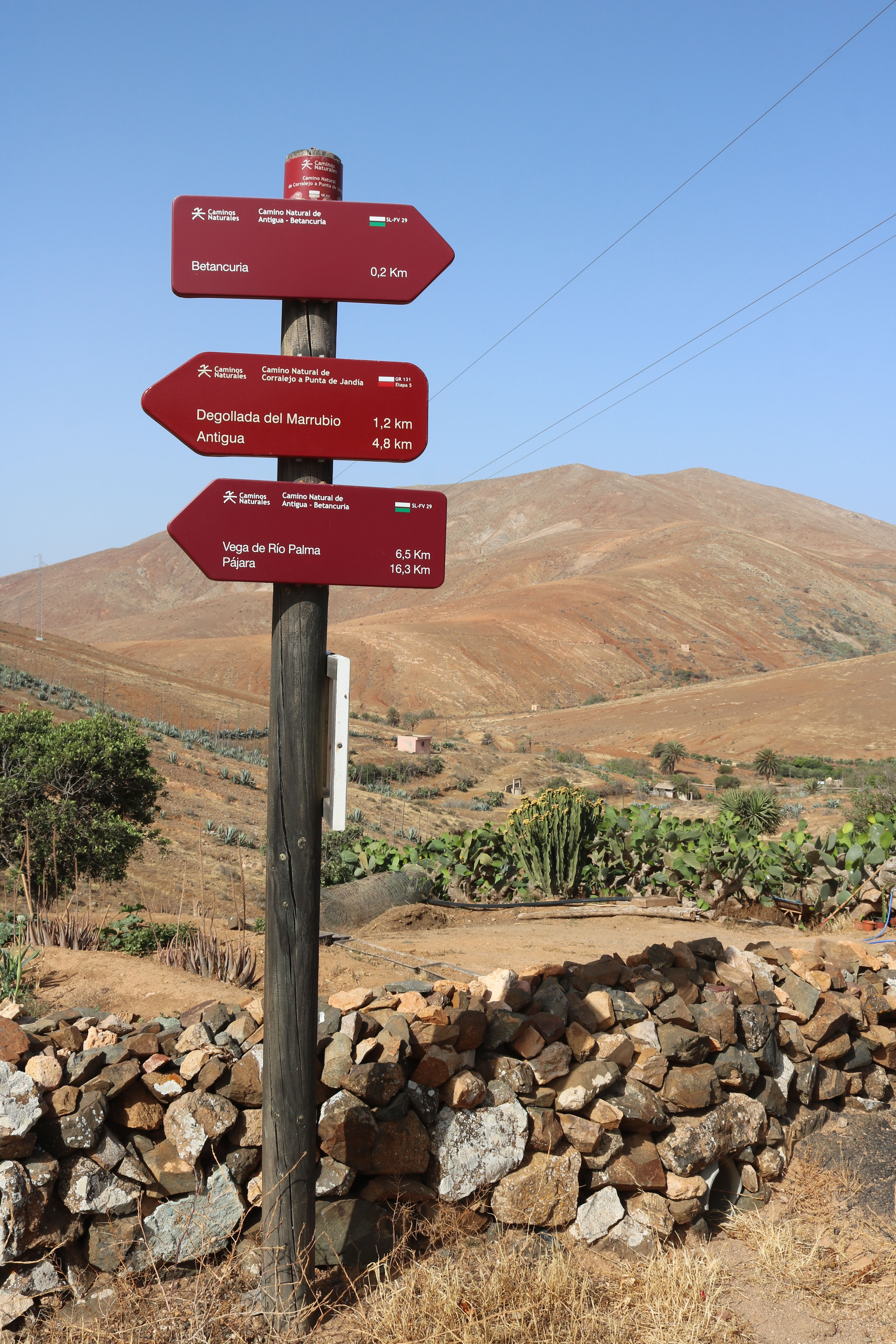
Wanderwege im Bergland von Betancuria

Betancuria wurde 1404 von dem Eroberer Jean de Béthencourt, dessen Namen sie trägt, und seinem Gefährten Gadifer de la Salle  überwiegend mit normannischen Siedlern gegründet. Seitdem war sie Hauptstadt und Regierungszentrum der Insel. 1834 wurde Betancuria von Antigua abgelöst, seit 1860 ist Puerto de Cabras, das heutige Puerto del Rosario Inselhauptstadt.
Die Kirche Santa Maria de Betancuria wurde 1410 errichtet und war von 1424 bis 1431 Kathedrale des Bistums Fuerteventura. Obwohl die Lage des Ortes bewusst in den Bergen gewählt wurde, kam es immer wieder zu Angriffen durch Piraten. 1593 wurde die Kirche beim Überfall der Horden des Xabán Arraez stark in Mitleidenschaft gezogen und dann im 17. Jahrhundert in der heutigen Form wieder aufgebaut. Dank des Einsatzes der Bevölkerung ist das mittlerweile dreischiffige Gotteshaus eine der großen Kirchen Fuerteventuras geblieben.
Im Ort gibt es neben dem Kunstmuseum Museo Arto Sacro das Heimatmuseum Casa Museo de Betancuria. Vor dessen Tür steht die erbeutete Kanone der Schlacht von Tuineje aus dem Jahr 1734.
Am nördlichen Ortsausgang findet sich das Convento de Buenaventura. Das einstige Franziskanerkloster, von dem aus die Insel missioniert wurde, wurde 1835 im Zuge der Desamortisation in Spanien aufgelöst und ist heute eine Ruine.
In Vega de Rio Palmas ist die Kapelle Nuestra Señora de la Peña, der Schutzpatronin von Fuerteventura.

## Bevölkerung
Die Einwohnerentwicklung der Gemeinde Betancuria ist über die letzten 180 Jahre fast gleich geblieben. So leben hier heute nur unwesentlich mehr Einwohner als bei der ersten Volkszählung 1842. Die abgeschiedene Lage im bergigen Landesinneren ohne Gemeindeteile an der Küste erweist sich heutzutage als Lagenachteil. Auch die Wandertouristen werden in der Regel aus den Hotels an der Küste hierher kommen.
| Jahr | 2021 | 2011 | 2001 | 1991 | 1980 | 1960 | 1940 | 1920 | 1900 | 1877 | 1842 |
| ---- | ---- | ---- | ---- | ---- | ---- | ---- | ---- | ---- | ---- | ---- | ---- |
| Zahl | 755  | 770  | 685  | 572  | 534  | 806  | 715  | 725  | 588  | 728  | 729  |

## Sehenswürdigkeiten
- Kirche Santa Maria de Betancuria
- Wallfahrtskirche Nuestra Señora de la Peña in Vega de Río Palmas aus dem 17. Jahrhundert, hier wird die Schutzpatronin der Insel Fuerteventura aufbewahrt.
- Ermita de Nuestra Señora de la Peña in der Schlucht Mal Paso in Vega de Río Palmas
- Ermita de San Inés y San Diego
- Iglesia Conventual de San Buenaventura, Ruine des einstigen Franziskanerklosters (1416)
- Museo Arqueológico Fuerteventura, ein archäologisches und volkskundliches Museum mit Funden aus der altkanarischen Hirtensiedlung La Atalayita, Fossilien und volkskundlichen Objekten
- Ausblicke von der kurvenreichen Straße FV-30 mit dem Mirador de Morro Velosa (668 m):[7] Der Aussichtspunkt wurde nach dem Tod von César Manrique (25. September 1992) von der Architektin Blanca Cabrera gebaut. Die Gestaltung des Aussichtspunktes basiert auf einer gemeinsamen früheren Projektplanung von Manrique und Cabrera.[8]
- Restaurante Casa Santa Maria mit seiner restaurierten Holzdecke
- den Parque Rural de Betancuria mit dem Castillo de Lara, dem einzigen Wald auf Fuerteventura

## Wanderwege
Die Lage mitten im Bergland macht Betancuraia zu einem guten Ausgangspunkt für Wanderungen. Der Ort liegt am Weitwanderweg GR 131 (Camino Natural de Fuerteventura). Auf diesem wird in südlicher Richtung in etwa zweieinhalb Stunden der Nachbarort Vega de Río Palmas erreicht. Nach Norden kommt man nach dem Anstieg zum Mirador de Morro Velosa in die Ebene von Tefía hinab. In östlicher Richtung führt ein lokaler Weg über den Passübergang Degollada del Marrubio nach Antigua. Ein beliebtes Wanderziel ist ferner der Waldpicknickplatz Castillo de Lara, er kann im Rahmen eines gut zweistündigen Rundweges besucht werden.

## Bildergalerie

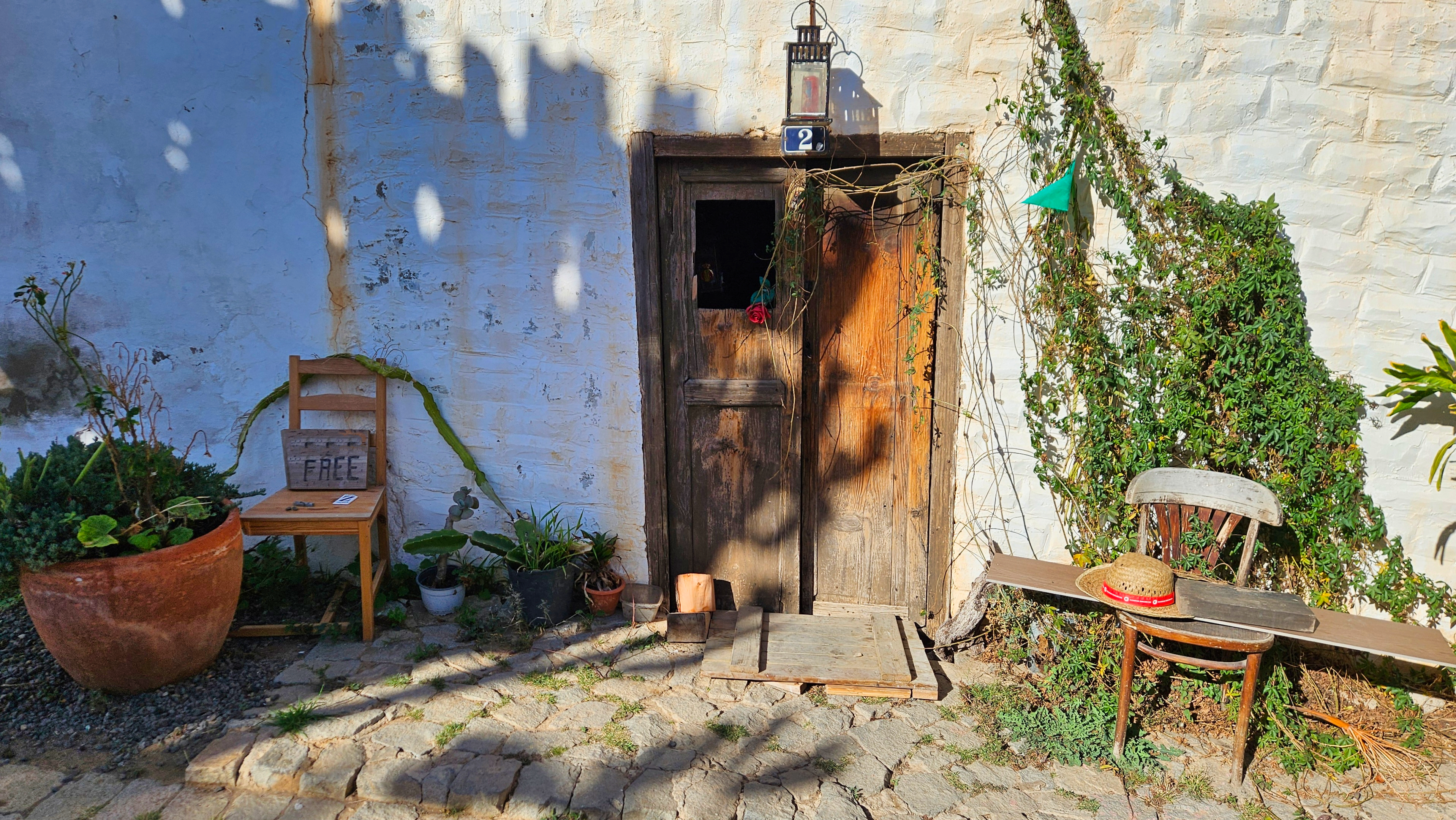
Altes Haus in Betancuria
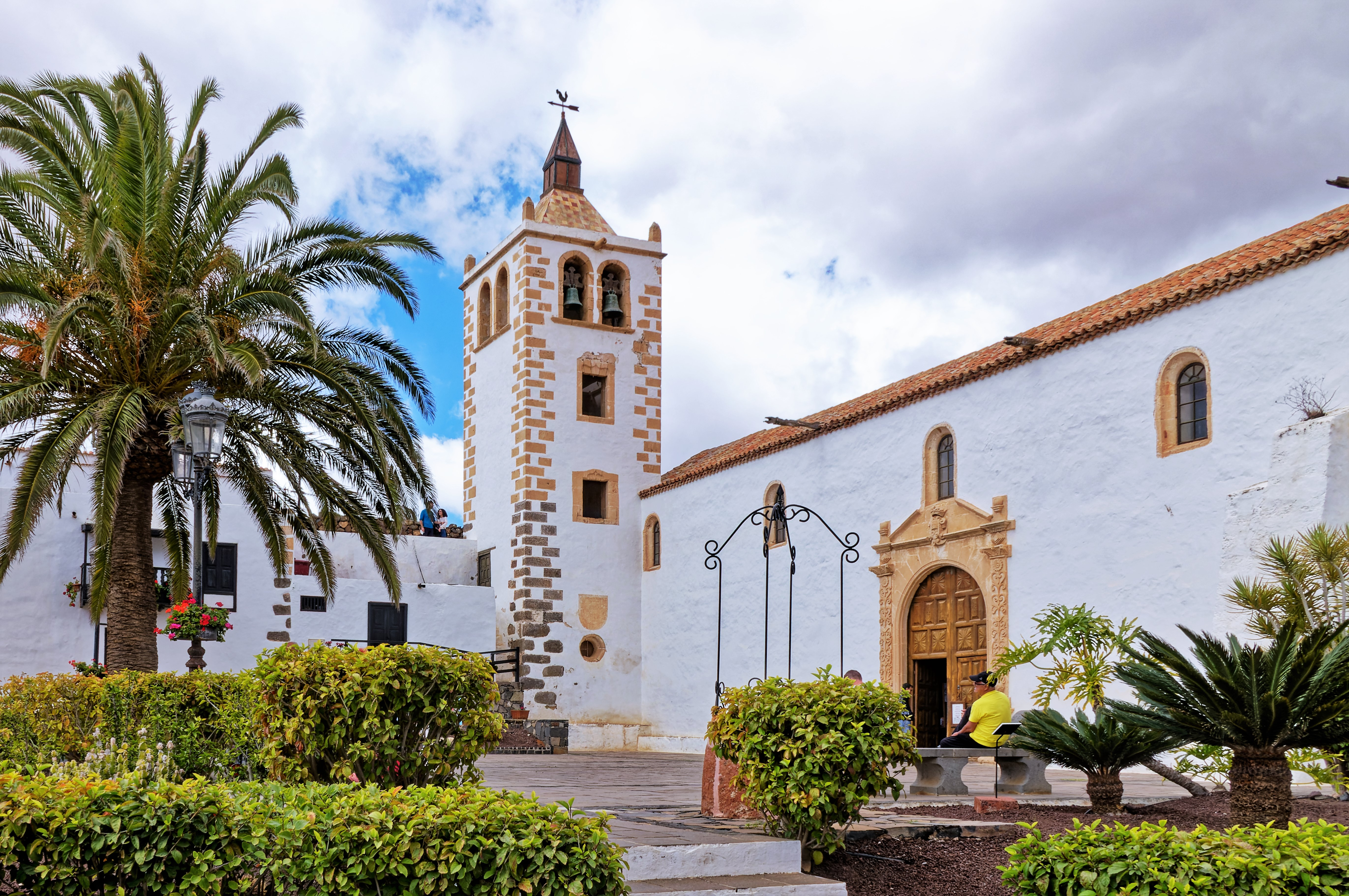
Santa Maria de Betancuria
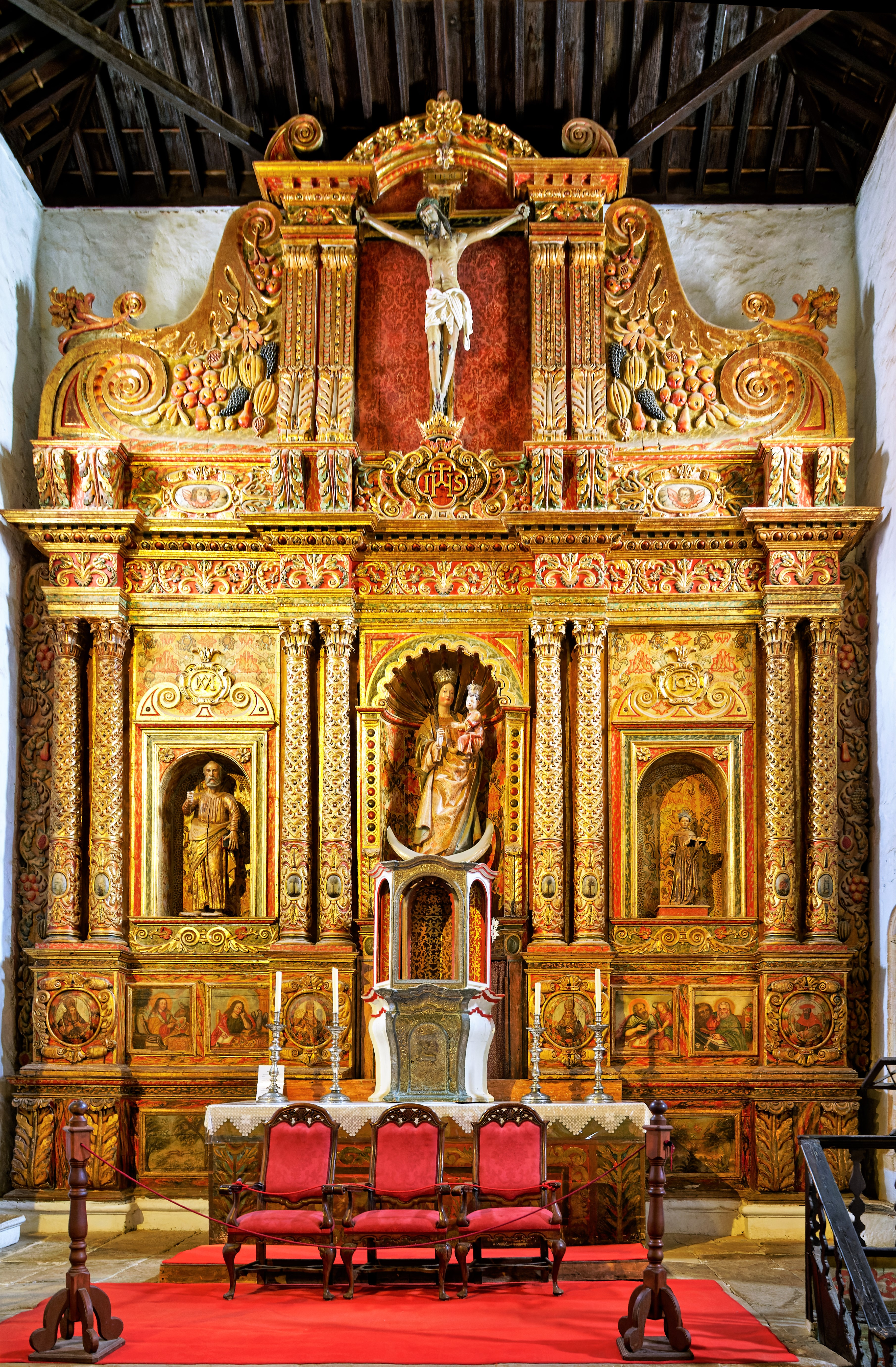
Museo de Arte Sacro
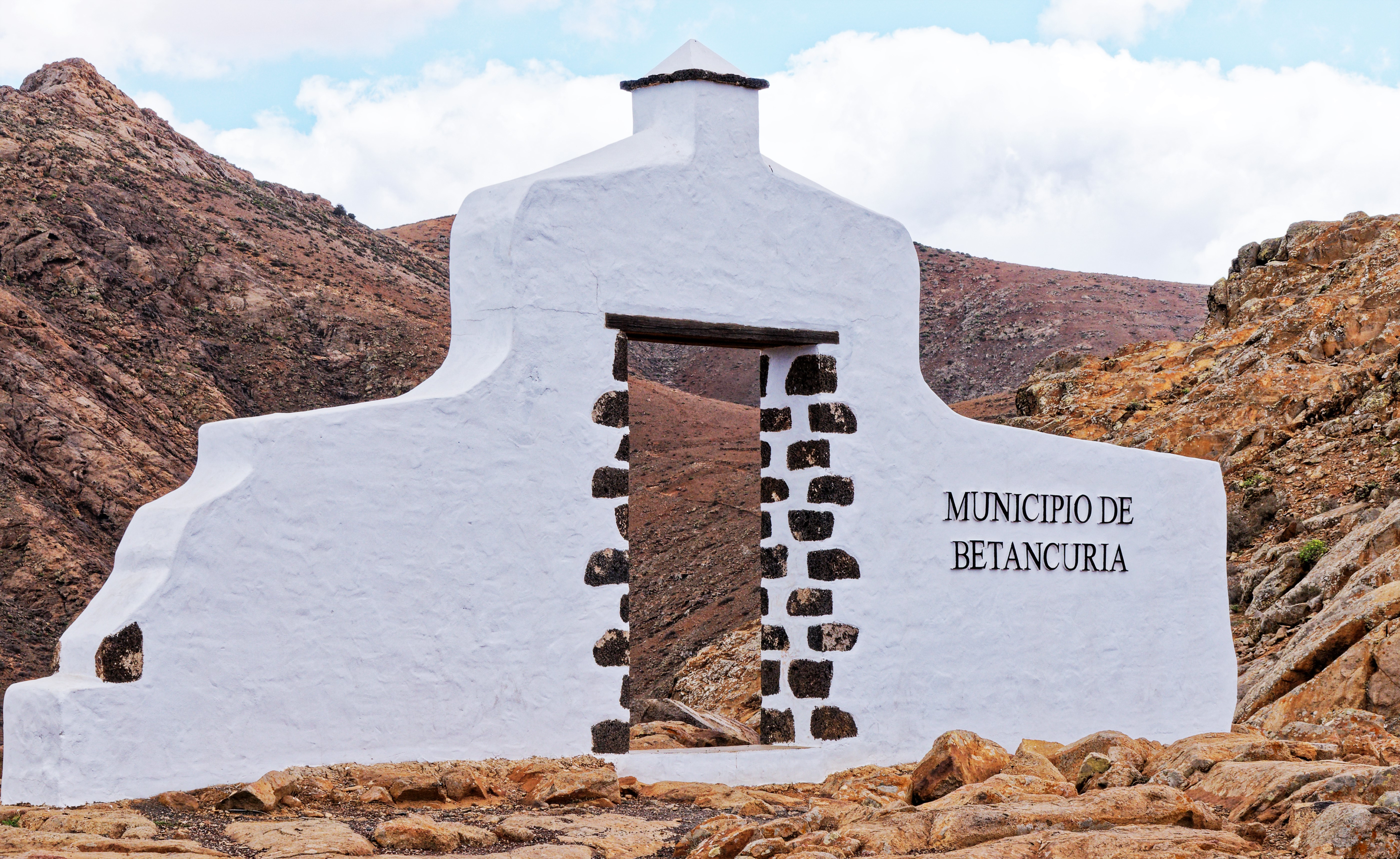
Parque Rural de Betancuria
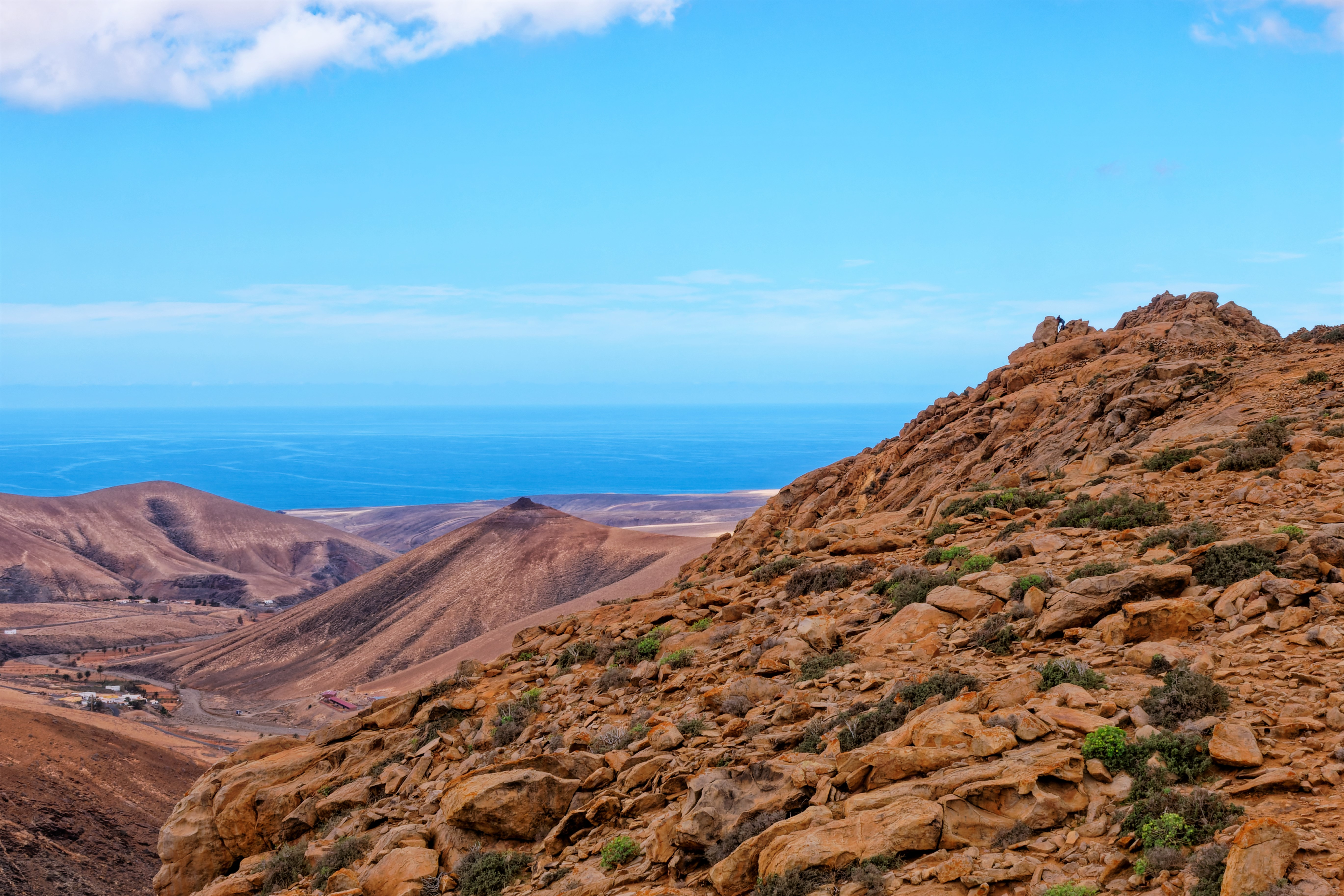
Landschaftspark von Betancuria